# 時津町
時津町（日语：／ Togitsu chō */?）是位於日本長崎縣的一個城鎮，屬西彼杵郡。

## 历史

### 年表
- 1872年：時津村、西時津村和日並村合併為時津村。
- 1889年4月1日：實施町村制，設置時津村。
- 1951年12月1日：改制為時津町。[1]
- 1959年1月15日：村松村被廢除，部分轄區被併入時津町。
- 1973年4月1日：部分地區被併入長崎市。

## 教育

### 高等學校
- 青雲學園中學校、高等學校

## 外部連結
- （日語） 時津町商工會
- （日語） NPO法人社區時津 （页面存档备份，存于）
- OpenStreetMap上有關時津町的地理